# Condado de Lawrence (Arkansas)
El condado de Lawrence (en inglés: Lawrence County) es un condado en el estado estadounidense de Arkansas. En el censo de 2000 el condado tenía una población de 17 774 habitantes. La sede de condado es Walnut Ridge. Fue el segundo condado de Arkansas, siendo fundado el 15 de enero de 1815. Fue nombrado en honor al capitán James Lawrence, quien batalló en la Guerra anglo-estadounidense de 1812.

## Geografía
Según la Oficina del Censo, el condado tiene un área total de 1534 km² (592 sq mi), de la cual 1519 km² (587 sq mi) es tierra y 6 km² (15 sq mi) (0,98%) es agua.

### Condados adyacentes
- Condado de Randolph (norte)
- Condado de Greene (este)
- Condado de Craighead (sureste)
- Condado de Jackson (sur)
- Condado de Independence (suroeste)
- Condado de Sharp (oeste)

## Autopistas principales
- Interestatal 57
- U.S. Route 63
- U.S. Route 67
- U.S. Route 412
- Ruta Estatal de Arkansas 25
- Ruta Estatal de Arkansas 91

## Demografía
En el  censo de 2000, hubo 17 774 personas, 7108 hogares, y 5011 familias residiendo en el condado. La densidad poblacional era de 30 personas por milla cuadrada (12/km²). En el 2000 había 8085 unidades unifamiliares en una densidad de 14 por milla cuadrada (5/km²). La demografía del condado era de 97,78% blancos, 0,44% afroamericanos, 0,57% amerindios, 0,05% asiáticos, 0,01% isleños del Pacífico, 0,12% de otras razas y 1,02% de dos o más razas. 0,68% de la población era de origen hispano o latino de cualquier raza. 
La renta promedio para un hogar del condado era de $27 139 y el ingreso promedio para una familia era de $32 163. En 2000 los hombres tenían un ingreso per cápita de $26 288 versus $18 518 para las mujeres. La renta per cápita para el condado era de $13 785 y el 18,40% de la población estaba bajo el umbral de pobreza nacional.

## Ciudades y pueblos
| - Alicia - Black Rock - College City - Hoxie | - Imboden - Lynn - Minturn - Portia | - Powhatan - Ravenden - Sedgwick | - Smithville - Strawberry - Walnut Ridge |